# Polder Waschhuizen
De Polder Waschhuizen is een voormalig waterschap in de provincie Groningen.
Het waterschap lag aan het Aduarderdiep, ten noordoosten van de Zijlvesterweg tussen Leegkerk en Slaperstil, met uitzondering van een klein gebied dat bij De Oude Held hoorde. De noordgrens was de uitwatering van het waterschap De Jonge Held. Het gebied loosde op het Aduarderdiep via twee duikers (pompen). 
Waterstaatkundig gezien ligt het gebied sinds 1995 binnen dat van het waterschap Noorderzijlvest.

## Naam
Het waterschap besloeg het gebied met dezelfde naam.